# Zilveren Herdenkingskruis 1813-1815
Het Zilveren Herdenkingskruis 1813-1815 is een onderscheiding die door koning Willem III der Nederlanden werd ingesteld in een Koninklijk Besluit van 10 mei 1865. Het diende, zo heette het in het besluit, "als beloning voor hen, die in de jaren 1813-1815 in Nederlandse dienst aan de krijgsverrichtingen ter herstelling van de Nederlandse zelfstandigheid hebben deelgenomen".
Nederlandse troepen hebben in 1813 bijgedragen aan het verjagen van het leger van keizer Napoleon I dat nog tot in 1814 de vestingen Den Helder 4 mei 1814, Coevorden 7 mei 1814, Naarden 12 mei 1814 en als laatste Delfzijl 23 mei 1814, bezet hield.
In 1815 vochten Nederlandse troepen in de veldslagen bij Quatre Bras en Waterloo. Met de andere geallieerde troepen achtervolgden zij de verslagen keizer tot voor de poorten van Parijs.
Het herdenkingskruis is een vijfarmig zilveren kruisje zonder verhoging of email met een breedte van 35 millimeter. In het midden is een medaillon met op de voorzijde het jaartal 1813 en op de achterzijde het jaartal 1815 uitgespaard. In de rand van dit medaillon staan op de voorzijde de initialen "P.Z." die aan de juwelier of ontwerper zullen toebehoren en het waarmerk in de vorm van een klein zwaard.
Het lint waaraan de onderscheiding op de linkerborst werd gedragen is iets smaller dan bij de latere Nederlandse onderscheidingen gebruikelijk is. Het is 27,5 millimeter breed en van geeloranje zijde met aan weerszijden brede witte strepen geweven.
De eerste Zilveren Herdenkingskruisen werden op 27 juni 1865 op het feest ter gelegenheid van het 50-jarig bestaan van de Militaire Willems-Orde uitgereikt aan enige van de 5000 nog levende veteranen van de bevrijdingsoorlogen. Van de ongeveer 30.000 aan Nederlandse zijde vechtende deelnemers aan de onafhankelijkheidsoorlog heeft niet meer dan een op de zes tot na 1865 geleefd. In een Koninklijk Besluit van van 12 december 1890 kende koningin-regentes Emma, handelende in naam van haar minderjarige dochter koningin Wilhelmina, aan de weinige toen nog in leven zijnde levende dragers van het Zilveren Herdenkingskruis een toelage van 150 gulden per jaar toe.
In januari 1894 was het hoofdstuk van de napoleontische oorlogen definitief afgesloten. De laatste veteraan die het Zilveren Herdenkingskruis mocht dragen was gestorven. Bij Koninklijk Besluit van 7 augustus 1896 bepaalde koningin Emma dat het kleine zilveren kruisje voortaan zou worden gedragen aan het vaandel van het 8e Regiment Infanterie. Het kruis werd met een cravatte als vaandeldecoratie aan het vaandel gehecht. Het 8e regiment was een van de regimenten die in de jaren 70 bij reorganisaties van het Nederlandse legers verdwenen. Bij Koninklijk Besluit van 11 maart 1977 heeft koningin Beatrix vastgelegd dat het Regiment Infanterie Oranje Gelderland de tradities van het verdwenen 8e regiment zou bewaren. Ook "Oranje-Gelderland" werd echter al na achttien jaar opgeheven. Haar vaandel en de vaandeldecoratie worden in de Historische Collectie Regiment Infanterie Oranje Gelderland (HC RIOG) ge-exposeerd.
In 2006 werd het Regiment Infanterie Oranje Gelderland opnieuw opgericht. Het vaandel werd weer in gebruik genomen.